# Asyneuma canescens
Asyneuma canescens är en klockväxtart som först beskrevs av Franz de Paula Adam von Waldstein-Wartemberg och Pál Kitaibel, och fick sitt nu gällande namn av August Heinrich Rudolf Grisebach och Joseph August Schenk. Asyneuma canescens ingår i släktet Asyneuma och familjen klockväxter.

## Underarter
Arten delas in i följande underarter:
- A. c. canescens
- A. c. cordifolium